# Iridopagurus violaceus
Iridopagurus violaceus is een tienpotigensoort uit de familie van de Paguridae. De wetenschappelijke naam van de soort is voor het eerst geldig gepubliceerd in 1966 door de Saint Laurent-Dechancé.